# 千葉望愛
千葉 望愛（ちば みのり、1991年9月6日 - ）は、東京都出身の元女子サッカー選手。ポジションはディフェンダー。

## 来歴
浦和レッズ・レディースのアカデミーに所属していた、2008年10月に、U-17女子ワールドカップに臨むU-17日本代表に選出された。大会ではグループステージ全3試合に出場した。
その後、早稲田大学を経て、2014年に浦和レッズ・レディースに加入。リーグ戦で2試合に出場した。
2016年にスペインのトランスポルテス・アルカイネに移籍した。

## 代表歴
- U-17日本代表
  - 2008 FIFA U-17女子ワールドカップ; ベスト8（3試合出場）